# 丁泽
丁澤（?—?），字號不詳。
唐代宗大歷十年（775年）乙卯科東都第一，主考官是蔣渙。同榜有王建等。事蹟無考。